# Bouville (Sekwana Nadmorska)
Bouville – miejscowość i gmina we Francji, w regionie Normandia, w departamencie Sekwana Nadmorska.
Według danych na rok 1990 gminę zamieszkiwało 1020 osób, a gęstość zaludnienia wynosiła 82 osoby/km² (wśród 1421 gmin Górnej Normandii Bouville plasuje się na 229. miejscu pod względem liczby ludności, natomiast pod względem powierzchni na miejscu 226.).